# Sierra del Carche
La sierra del Carche, ou sierra de El Carche, appartient à la cordillère Prébétique et est située dans la partie nord de la région de Murcie en Espagne, dans les communes de Jumilla et de Yecla, dans la comarque de l'Altiplano murcien. Depuis 2003, elle abrite un parc régional protégé.

## Géographie

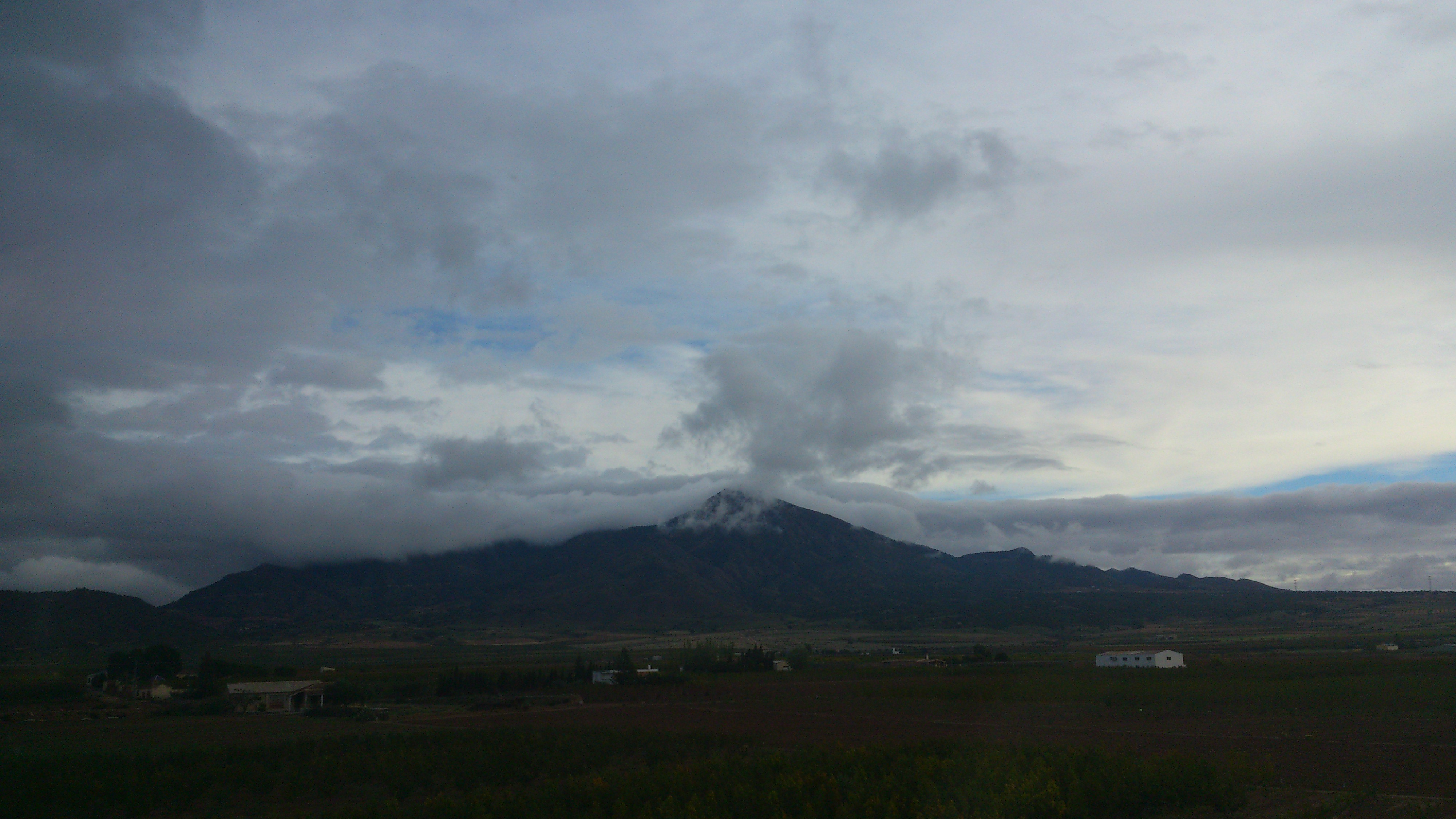
Vue de la sierra d'El Carche depuis l'autoroute A-33.

La sierra de El Carche est située au nord-est de la région de Murcie. Elle est orientée selon un axe principal du sud-ouest au nord-est. Elle se caractérise par la présence à l'ouest d'un diapir salin dénommé Cabezo de la Sal. C'est dans la partie centrale que se trouve le sommet (La Madama, 1 371 mètres), avec une prépondérance de matériaux calcaires et dolomitiques qui s'étendent jusqu'au nord-est pour inclure la sierra de Las Pansas (Las Pansas, 1 036 mètres).
D'un point de vue géomorphologique, en plus du dôme salin du Cabezo de la Sal, on remarque un système karstique qui, bien que peu développé, est à l'origine de plusieurs précipices et grottes.

## Parc régional protégé
La sierra de El Carche a été déclaré parc régional par la loi de la région de Murcie du 28 mars 2003.